# Škoda 860
Škoda 860 – luksusowa osobowa kareta produkowana przez czechosłowacką markę Škoda w latach 1929–1932.

## Historia i opis modelu

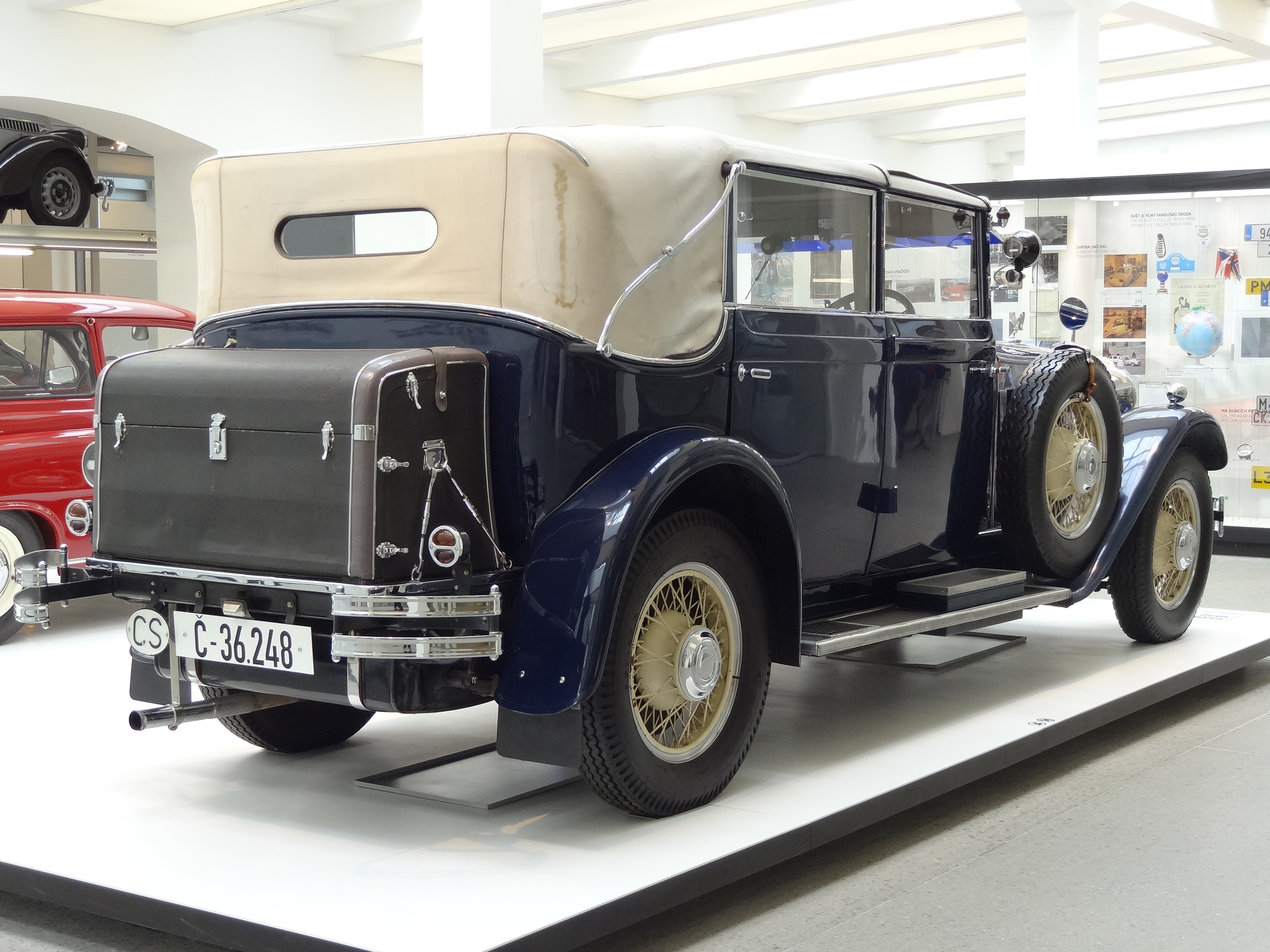
Škoda 860 z 1932 roku

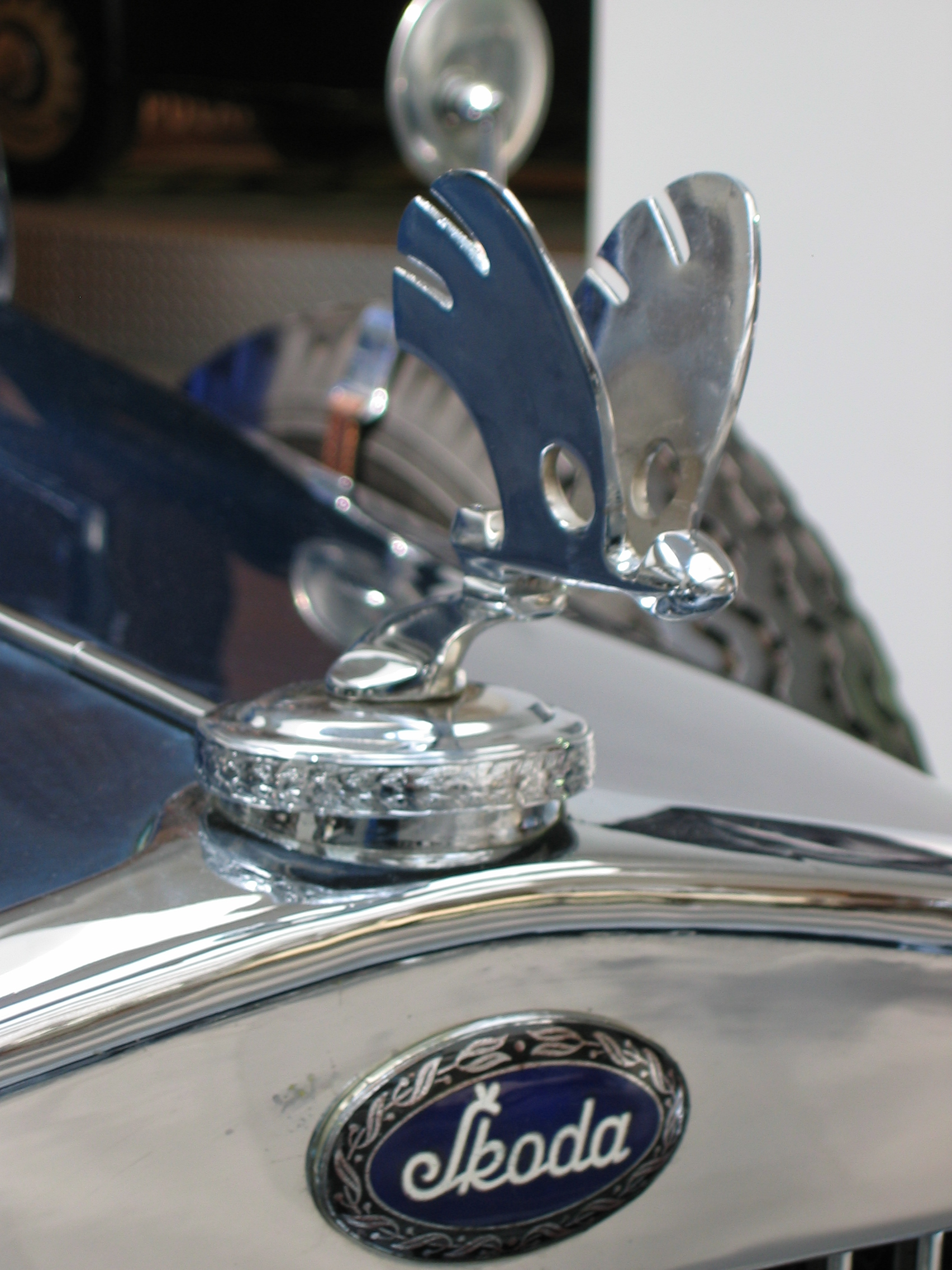
Logo modelu

Auto zostało po raz pierwszy oficjalnie zaprezentowane 23 października 1929 roku podczas targów motoryzacyjnych w Pradze.
Samochód napędzał umieszczony z przodu podłużnie ośmiocylindrowy silnik benzynowy o pojemności 3880 cm3 i mocy 60 KM (44,1 kW). Silnik chłodzony powietrzem wyposażony był w akumulatorowy rozrusznik oraz gaźnik firmy Zenith.
Jedyny ocalały z wyprodukowanych w liczbie 49 egzemplarzy pochodzi z 1932 roku. Należał do premiera Czechosłowacji. Oglądać go można w muzeum marki w Mladá Boleslav.